# کشتی تاژ
کشتی تاگ (به انگلیسی: French ship Tage) یک کشتی بود که طول آن ۶۵٫۰۲ متر (۲۱۳٫۳ فوت) بود. این کشتی در سال ۱۸۴۷ ساخته شد.